# Next Level (aespa歌曲)
《Next Level》，是韓國女子偶像組合aespa第三張數位單曲，於2021年5月17日正式发行。
歌曲發行後以舞蹈動作和歌曲的編寫獲得大眾注目，成為團體出道以來第一首進入韓國主要音源平台榜前五名的成績。該歌曲在2021、2022年頒獎典禮上囊括眾多獎項。其中以《第19屆韓國音樂大獎》獲得「最佳K-POP歌曲獎」、「年度歌曲大獎」和「年度新人獎」三座獎項，成為該頒獎典禮獲獎數最多的藝人。亦是繼2010年的少女時代後，成為SM娛樂獲獎最多的藝人。
歌曲以一億次的串流成績獲得Gaon音樂榜白金認證，並於2021年獲得Digital Chart榜第5名。 。

## 背景
2021年5月4日，韓國媒體《日間體育》報導，Aespa正處於準備期待已久的回歸的最後階段。隨後，SM娛樂證實了這一消息，並補充表示有關回歸的其他細節將在稍後公布。
5月5日，Aespa透過社交媒體發布了一則神秘的單曲預告，並確認回歸日期為5月17日。5月7日公佈新單曲〈Next Level〉將於17日下午六點公開。從5月7日到10日，官方依次發布了成員的個人預告照，順序為Karina、Winter、Giselle和Ningning。

## 作曲與音樂風格
《Next Level》由劉英振、Adam McInnis、Mario Marchetti和Sophie Curtis共同創作完成，此外，SM娛樂的創辦人兼製作人李秀满也參與其中，為這首歌注入了Aespa獨有的音樂色彩。
這首歌改編自A$ton Wyld的同名歌曲，該原曲曾作為電影《玩命關頭：特別行動》的原聲帶之一。根據作曲人亞當·麥金尼斯（Adam McInnis）的說法，SM娛樂主動聯繫了他，討論將該歌曲原曲的翻唱可能性。在與SM娛樂的多次溝通中，麥金尼斯和製作團隊對原曲進行了多次修改，以更貼合 Aespa 的音樂風格與品牌定位。
麥金尼斯指出，這些修改不僅限於簡單的編曲調整，還包括新增與重新設計段落，使歌曲能更充分展現 Aespa 成員的聲音特質和團隊形象。例如，歌曲加入了如「La la la la la la」的童趣段落以及「Beat drop」之後的說唱橋段，這些部分旨在豐富聽覺層次，並結合 Aespa 獨特的世界觀（KWANGYA 和 AI 角色設定）。
從音樂類型來看，《Next Level》是一首結合嘻哈舞曲元素的歌曲，擁有「律動感十足的說唱」和「充滿活力的低音節奏」，充分展現了Aespa成員的強大嗓音和多元的音樂表現力。《IZM》評論家Yeom Dong-gyo指出，這首歌展現了「原創的嘻哈音色」，而《新音乐快递》的Mariel Abanes則描述這首歌為一首充滿未來感的「強勢舞曲」。
值得一提的是，這首歌中段包含了一段以爵士為靈感的輕快旋律，突顯了其獨特的曲式編排與變化。主唱Karina提到，這首歌的旋律充滿「律動感與能量」，透過她們的聲音，為這首單曲注入了更強的力量。
在音樂結構上，《Next Level》使用了B小調，節奏為每分鐘109拍。歌詞描述了Aespa為了尋找名為「Black Mamba」的邪惡存在，而進入虛擬宇宙「Kwangya」的旅程。根據成員透露，這首歌是前作《Black Mamba》的續篇，記錄了她們在與數位替身「ae」失聯後的冒險故事。

## 評論回響
《Next Level》在發行後獲得了音樂評論家們整體偏正面的評價。ABC News 的 Hakyung Kate Lee 提到，這首歌展現了驚人的人氣，其成功的背後是 Aespa 獨特的概念以及以世界觀為核心的故事內容。她特別強調，這首歌在推動 Aespa 身份定位方面扮演了重要角色。
《Forbes》的 Hugh McIntyre 則指出，這首歌不僅讓 Aespa 首次成功進入排行榜的上半區，更是幫助她們加入了韓國最成功女團的行列。他認為這首歌的亮眼表現使 Aespa 成為在國際市場上備受矚目的新人。
韓國評論網站 IZM 的 Yeom Dong-gyo 在對單曲的評論中提到，成員 Karina 與 Giselle 的說唱表現充滿質感，而 Winter 的高音部分更為橋段注入能量，使整首歌的結構變化更加順暢，他給出了三顆星（滿分五顆）的評價。
此外，Idology 的 Third 表示，這首歌的編曲聽起來或許有些「荒誕」，但卻意外地具有吸引力。他補充說，這首歌的編排方式更像是原聲帶的延伸，而非傳統獨立的單曲，進一步強調了其概念與故事的重要性。
| 評論家/出版物 | 榜單                                   | 排名   | Ref.   |
| ------------- | -------------------------------------- | ------ | ------ |
| 告示牌        | 2021年25首最佳K-Pop歌曲                | 2      | [ 28 ] |
| Idology       | 年度十大歌曲                           | Placed | [ 29 ] |
| 内幕公司      | 2021年最佳K-Pop歌曲                    | 3      | [ 30 ] |
| IZM           | 年度最佳K-Pop歌曲                      | Placed | [ 31 ] |
| Music Y       | 2021年十大歌曲                         | 5      | [ 32 ] |
| 新音乐快递    | 2021年25首最佳K-Pop歌曲                | 2      | [ 33 ] |
| 新音乐快递    | 2021年50首最佳歌曲                     | 45     | [ 34 ] |
| 滾石          | 韓國流行音樂史上100首最偉大的歌曲      | 89     | [ 35 ] |
| 南華早報      | 2021年20首最佳K-Pop歌曲                | 1      | [ 36 ] |
| Spotify       | 2021年十大最佳K-Pop歌曲                | 1      | [ 37 ] |
| Teen Vogue    | 2021年54首最佳K-Pop歌曲                | Placed | [ 38 ] |
| Tonplein      | 2021年K-Pop歌曲50強（Yang So-ha 評選） | 1      | [ 39 ] |

## 音樂錄影帶

### 背景
2021年5月15日，SM娛樂的官方 YouTube 頻道發佈SM Culture Universe第一集，講述aespa世界觀的概念影片，核心技術以CAWMAN為主。隔天上傳了一段為時28秒的《Next Level》音樂錄影帶預告片。兩天後，即歌曲數位發行的同一天，完整的音樂錄影帶正式釋出。這支影片由Paranoid Paradigm擔任導演，並由 SM 娛樂創辦人李秀滿親自參與監製，包含編舞、音樂編曲、舞台動作設計、鏡頭運作、服裝搭配及肢體表現的確認。

### 劇情與評價
音樂錄影帶以Aespa進入「荒野」（Kwangya）的冒險故事為主軸，她們在這個充滿未來感的世界中尋找反派「Black Mamba」。這個角色正試圖破壞她們與虛擬分身（ae）之間的「Synk」連結。整支影片透過色彩繽紛的電腦特效（CG）和充滿力量的舞蹈表演，成功展現出濃厚的冒險氛圍，視覺效果令人震撼。
影片釋出後，立即受到廣泛讚譽。韓國媒體《StarNews》形容影片的CG特效與激烈的舞蹈表現引人入勝，視覺體驗豐富而有層次。《南華早報》的Patti Sunio認為，這是一場視覺盛宴，Aespa不僅在影片中展示了大膽的時尚風格，還透過多樣化的嗓音與強而有力的舞蹈演繹吸引了觀眾的注意力。同時，《Rolling Stone India》的Divyansha Dongre提到，影片的色彩運用鮮明生動，未來感十足的特效更進一步提升了歌曲本身的吸引力。
僅僅一個月，《Next Level》的音樂錄影帶就在YouTube上達成了1億次觀看的里程碑，用時32天8小時，成為Aespa最快突破這一紀錄的影片。為了紀念歌曲破億同日下午發佈由粉絲選擇的Company 舞蹈版。此外，影片在2021年被選為「YouTube韓國最受歡迎音樂影片」的第六名，充分證明了其影響力和廣受歡迎的程度。2022年1月18日，〈Next Level〉MV觀看次數突破2億。

## 宣傳
5月17日，上午11點舉行出道以來的首次記者發佈會，同日晚間八點進行紀念回歸V Live直播節目。
5月20、25、27日，官方頻道陸續公開SM娛樂自製的〈Next Level〉表演舞台。28日出演韓國音樂節目《音樂銀行》、30日《人氣歌謠》、6月3日《M Countdown》、5日《Show! 音樂中心》進行〈Next Level〉舞台表演。25日出演《音樂銀行》上半年結算舞台演出。

## 商業成績
5月17日，當日下午6點發佈五個小時內，〈Next Level〉即獲得韓國Genie、Bugs等音源平台實時榜的冠軍。
6月21日，凌晨3點獲得韓國Flo榜冠軍，並於同日晚間8點獲得韓國Melon 24Hits冠軍，而登上24Hits冠軍擁有3項首位的紀錄分別為SM娛樂旗下歌手首位、2020年出道團體的首位、Melon改版後發行歌曲的女子組合首位。6月22日，獲得韓國Melon日榜和晚間19點實時榜冠軍，同日音源總榜iChart於下午1點半獲得實時榜冠軍。28日獲得Melon週榜冠軍，是2021年發行歌曲的女子組合首位。
在全球，〈Next Level〉也有著優異的成績，進入告示牌世界單曲暢銷榜第3名，告示牌全球二百大單曲榜第35名，並在全球26個地區/國家獲得iTunes Top Songs前十名的成績。在中國QQ音樂韓國榜獲得冠軍。
〈Next Level〉在韓國Melon 24Hits首次排名為103名，發佈4天後即登上TOP10，發佈36天後登上24Hits冠軍，並佔據2021年前十名長達182天的成績。2021年的韓國串流平台年榜，該歌曲均獲得前5名的成績，其中獲得Melon 第5名的成績是SM娛樂繼2009年少女時代的〈Gee〉後，第二首取得前5名的歌曲。

## 混音版本
SM娛樂旗下EDM廠牌《ScreaM Records》的「iScreaM」歌曲混音企劃，宣佈〈Next Level〉將發佈混音版本。混音歌曲由Habstrakt、IMLAY、Lionclad製作。
混音版本由SM娛樂、ScreaM Records製作，Dreamus於2021年9月14日發行〈iScreaM Vol. 10 : Next Level Remixes〉歌曲與音樂錄影帶。

## 曲目
| 數位音樂下載 | 數位音樂下載 | 數位音樂下載 | 數位音樂下載                                      | 數位音樂下載                        | 數位音樂下載 |
| 曲序         | 曲目         |              | 作曲                                              | 编曲                                | 时长         |
| ------------ | ------------ | ------------ | ------------------------------------------------- | ----------------------------------- | ------------ |
| 1.           | Next Level   | 劉英振       | Mario Marchetti Adam McInnis Sophie Curtis 劉英振 | Mario Marchetti Adam McInnis 劉英振 | 3:41         |
| 总时长：     | 总时长：     | 总时长：     | 总时长：                                          | 总时长：                            | 3:41         |

| 數位音樂下載 - 混音版 | 數位音樂下載 - 混音版        | 數位音樂下載 - 混音版 | 數位音樂下載 - 混音版                             | 數位音樂下載 - 混音版 | 數位音樂下載 - 混音版 |
| 曲序                  | 曲目                         |                       | 作曲                                              | 编曲                  | 时长                  |
| --------------------- | ---------------------------- | --------------------- | ------------------------------------------------- | --------------------- | --------------------- |
| 1.                    | Next Level (Habstrakt Remix) | 劉英振                | Mario Marchetti Adam McInnis Sophie Curtis 劉英振 | Habstrakt             | 3:20                  |
| 2.                    | Next Level (IMLAY Remix)     | 劉英振                | Mario Marchetti Adam McInnis Sophie Curtis 劉英振 | IMLAY                 | 3:45                  |
| 3.                    | Next Level (Lionclad Remix)  | 劉英振                | Mario Marchetti Adam McInnis Sophie Curtis 劉英振 | Lionclad              | 3:45                  |
| 总时长：              | 总时长：                     | 总时长：              | 总时长：                                          | 总时长：              | 10:50                 |

## 製作團隊
名單來源：Melon、Instagram、13rolls
音樂錄製地點
- S.M. Booming System

音樂製作人員
- 製作人 – 李秀滿
- 音樂 & 聲音總監 – 劉英振
- 背景人聲 – 劉英振、aespa、Kriz
- 錄製 – 劉英振
- 數位編輯 & 混音工程 – 劉英振
- 混音 – 劉英振
- 母帶 – Cheon hoon（전훈）

音樂錄影帶製作人員
- 執行製作 – VM Project Architecture
- 音樂錄影帶導演 – Paranoid Paradigm
- 音樂錄影帶助導 – Ok Ahlim、Yoo Seunghyeok
- 攝影指導 – Lee Jinhyuk
- 攝影助理 – Ryu Seungkyu、Lee Minhoo
- 變焦員 – Hong Kang
- 數位影像技師 – Jeon Juhwan
- 燈光師 – Oh Jonghwan
- 美術組 – A:WE

視覺、舞蹈製作人員
- 藝術總監 – kim gicheol
- 創意導演 – Jiwoong Sa、Beom Jin Joe (조범진)
- 表演導演 – thesimpleisbest (철김기)
- 編舞導演 & 訓練 – RedLic Han
- 編舞家 – Kiel Tutin[73]、JoJo Gomez、RedLic Han[74]、Yeojin[75]、Bada Lee[76]、Rozalin[77]、La Chica[78]

## 榜單成績
| 週榜單（2021年）               | 最高排名 |
| ------------------------------ | -------- |
| 全球（告示牌全球二百大單曲榜） | 65       |
| 美國（世界單曲暢銷榜）         | 3        |
| 韓國（Gaon單曲榜）             | 2        |
| 韓國（Gaon下載榜）             | 7        |
| 韓國（Gaon串流榜）             | 1        |
| 韓國（韓國流行音樂百強榜）     | 2        |
| 日本（日本百大單曲榜）         | 77       |
| 台灣（KKBOX韓語單曲週榜）      | 3        |
| 台灣（Hit FM聯播網日亞榜）     | 3        |
| 中國（QQ音樂韓國週榜）         | 1        |
| 新加坡（新加坡唱片业协会）     | 23       |

| 月榜單（2021年）   | 最高排名 |
| ------------------ | -------- |
| 韓國（Gaon單曲榜） | 2        |
| 韓國（Gaon下載榜） | 9        |
| 韓國（Gaon串流榜） | 2        |

| 年榜單（2021年）                 | 最高排名 |
| -------------------------------- | -------- |
| 韓國（Gaon單曲榜）               | 5        |
| 韓國（Gaon下載榜）               | 15       |
| 韓國（Gaon串流榜）               | 4        |
| 台灣（Hit FM聯播網年度百首單曲） | 6        |

### 音源榜排行
| 音源榜                                                        | 《Next Level》最高名次 | 《Next Level》最高名次 | 《Next Level》最高名次 | 《Next Level》最高名次 | 《Next Level》最高名次 | 《Next Level》最高名次 | 來源   |
| 音源榜                                                        | 實時榜                 | 24Hits                 | 日榜                   | 週榜                   | 月榜                   | 年榜                   | 來源   |
| iChart                                                        | 1                      |                        |                        | 1                      |                        |                        | [ 94 ] |
| Melon                                                         | 1                      | 1                      | 1                      | 1                      | 2                      | 5                      | [ 95 ] |
| Genie                                                         | 1                      |                        | 2                      | 2                      | 2                      | 4                      | [ 96 ] |
| Bugs                                                          | 1                      |                        | 1                      | 1                      |                        | 3                      | [ 97 ] |
| Flo                                                           | 1                      |                        |                        |                        |                        |                        | [ 98 ] |
| VIBE                                                          |                        |                        | 2                      |                        |                        |                        | [ 99 ] |
| - 「*」：打榜中 - 「/」：未入榜 - 「 」：該段時期未設立排行榜 |                        |                        |                        |                        |                        |                        |        |

## 獲獎與提名
| 頒獎典禮                | 年分 | 獎項                         | 結果 | Ref.    |
| ----------------------- | ---- | ---------------------------- | ---- | ------- |
| Gaon Chart Music Awards | 2022 | 年度藝人（數位音樂類）－五月 | 提名 | [ 100 ] |
| 金唱片獎                | 2022 | 數位歌曲本賞                 | 獲獎 | [ 101 ] |
| Joox泰國音樂獎          | 2022 | 年度韓國歌曲                 | 提名 | [ 102 ] |
| 韓國大眾音樂獎          | 2022 | 最佳K-pop歌曲                | 獲獎 | [ 103 ] |
| 韓國大眾音樂獎          | 2022 | 年度歌曲                     | 獲獎 | [ 103 ] |
| 甜瓜音樂獎              | 2021 | 年度歌曲                     | 提名 | [ 104 ] |
| MAMA大獎                | 2021 | 最佳舞蹈表演－女子組合       | 獲獎 | [ 105 ] |
| MAMA大獎                | 2021 | TikTok年度歌曲               | 提名 | [ 106 ] |

## 銷量認證
| 地區                     | 认证    | 认证单位/销量 |
| ------------------------ | ------- | ------------- |
| 日本（日本唱片協會）     | 金      | 50,000,000†   |
| 韓國（韓國音樂內容協會） | 2× 白金 | 200,000,000†  |
| †僅含認證的銷量          |         |               |

## 發行歷史
| 發行地區 | 發行日期      | 發行方式 | 版本   | 廠牌                                          |
| -------- | ------------- | -------- | ------ | --------------------------------------------- |
| 全球     | 2021年5月17日 | 數位下載 | 原版   | SM娛樂 Dreamus                                |
| 全球     | 2021年9月14日 | 數位下載 | 混音版 | SM娛樂 ScreaM Records  Dreamus |